# Campeonato Sudamericano de Superturismos
El Campeonato Sudamericano de Superturismos (también conocido como Superturismo Sudamericano o por su nombre comercial Copa de Las Naciones), fue un campeonato de automovilismo disputado en América del Sur entre 1997 y 2001. Fue organizado por la productora Team Producciones y fiscalizado por CODASUR. La categoría utilizó automóviles de turismo de Superturismo que compitieron en Estados Unidos, Inglaterra y Alemania. Participaron equipos argentinos y brasileños junto con marcas oficiales. Los pilotos involucrados provenían de Argentina, Brasil, Chile, Paraguay y Uruguay.

## Circuitos
| - Buenos Aires (1997-2001) - Cascavel (1998-1999) - Córdoba (1999) - Curitiba (1997-1998) - El Pinar (1999) - Guaporé (1999) - Interlagos (1997-1999) - La Plata (1999) - Londrina (1997-1998) - Mar de Ajó (1998) - Mar del Plata (1999-2000) | - Paraná (2000) - Oberá (1998-1999) - Olavarría (1998-2000) - Posadas (1998) - Punta del Este (1999) - Resistencia (1997) - Río Cuarto (1999) - Rosario (1997-2000) - Santa Rosa (2000) - Taruma (1997) |

## Campeones
| Año     | Piloto                         | Equipo                         | Automóvil                      |
| ------- | ------------------------------ | ------------------------------ | ------------------------------ |
| 1997    | Oscar Larrauri                 | Team Proas Mastercard          | BMW Serie 3                    |
| 1998    | Oscar Larrauri                 | Team Proas Mastercard          | BMW Serie 3                    |
| 1999    | Emiliano Spataro               | EF Racing Peugeot Mercosur     | Peugeot 406                    |
| 1999    | Cacá Bueno                     | EF Racing Peugeot Mercosur     | Peugeot 406                    |
| 2000    | Oscar Larrauri                 | Quadrifoglio Corse             | Alfa Romeo 156                 |
| 2001    | Cancelada después de una ronda | Cancelada después de una ronda | Cancelada después de una ronda |
| Fuente: |                                |                                |                                |

### Citas
1. ↑  «PealdoSport». peladosport.com.ar. Consultado el 27 de septiembre de 2023.